# Aurelia z Anagni
Aurelia z Anagni – dziewica i święta Kościoła katolickiego.
Brak wiarygodnych informacji historycznych o św. Aurelii. Według legendarnych zapisów, pochodząca prawdopodobnie z Azji Mniejszej Aurelia, razem z siostrą św. Neomyzją pielgrzymując z Palestyny do Rzymu osiadły w Maceracie i tam żyły do śmierci.
Kult świętej Aurelii rozwinął się w Anagni, ale zaświadczony został dopiero w XII wieku.
Jej wspomnienie liturgiczne obchodzone jest 25 września.